# Tournoi pré-olympique de l'AFC 1987-1988
Navigation
Los Angeles 1984 Barcelone 1992
Le tournoi pré-olympique de l'AFC 1987-1988 a eu pour but de désigner les 2 nations qualifiées au sein de la zone Asie pour participer au tournoi final de football, disputé lors des Jeux olympiques de Séoul en 1988,,, la Corée du Sud, troisième représentant de la zone, étant qualifiée d'office comme pays hôte.
La phase de qualification asiatique a été jouée entre le 27 février 1987 et le 15 janvier 1988 en deux rondes. Un premier tour réunissant les 25 participants, répartis en deux zones et huit groupes (quatre groupes de trois équipes au Moyen-Orient, trois groupes de trois équipes et un groupe de quatre équipes en Extrême-Orient), au sein d'une compétition en matches aller et retour. Les équipes les mieux placées de chaque groupe se sont qualifiées pour un second tour à une poule par zone et dont les vainqueurs respectifs au terme d'une compétition à matches aller et retour se sont placés pour les Jeux olympiques d'été de 1988. Au terme de cette phase éliminatoire, l'Irak et la Chine ont gagné le droit de disputer le tournoi olympique. Le Yémen du Sud, le Nord-Yémen, l'Inde et le Brunei ont en définitive renoncé à participer. La Corée du Nord a quant à elle été disqualifiée par la FIFA.

## Pays qualifiés
| Dates                                 | Lieu      | Places | Qualifiés  |
| ------------------------------------- | --------- | ------ | ---------- |
| du 27 février 1987 au 15 janvier 1988 | Itinérant | 2      | Irak Chine |

## Format des qualifications
Dans le système à élimination directe avec des matches aller et retour, en cas d'égalité parfaite au score cumulé des deux rencontres, les mesures suivantes sont d'application :

- Organisation de prolongations et, au besoin, d'une séance de tirs au but, si les deux équipes sont toujours à égalité au terme des prolongations, et
- La règle des buts marqués à l'extérieur est en vigueur.

Dans les phases de qualification en groupe disputées selon le système de championnat, en cas d’égalité de points de plusieurs équipes à l'issue de la dernière journée, les critères suivants sont appliqués dans l'ordre indiqué pour établir leur classement :

- Meilleure différence de buts,
- Plus grand nombre de buts marqués.

## Résultats des qualifications

### Zone Moyen-Orient

#### Premier tour
Les rencontres ont été disputées à Riyad en Arabie saoudite du 16 au 26 avril 1987.

##### Groupe 1
| Rang | Équipe          | Pts | J | G | N | P | Bp | Bc | Diff |  | Résultats (▼ dom., ► ext.) |     |     |     |
| ---- | --------------- | --- | - | - | - | - | -- | -- | ---- |  | -------------------------- | --- | --- | --- |
| 1    | Arabie saoudite | 8   | 4 | 4 | 0 | 0 | 8  | 1  | +7   |  | Arabie saoudite            |     | 2-0 | 1-0 |
| 2    | Bahreïn         | 2   | 4 | 1 | 0 | 3 | 4  | 6  | -2   |  | Bahreïn                    | 1-2 |     | 2-0 |
| 3    | Oman            | 2   | 4 | 1 | 0 | 3 | 2  | 7  | -5   |  | Oman                       | 0-3 | 2-1 |     |

##### Détail des rencontres
| 16 avril 1987 | Bahreïn | 2 - 0   | Oman | Stade du Prince Faisal bin Fahd Riyad, Arabie saoudite |
|               |         | (? - ?) |      |                                                        |

| 18 avril 1987 | Arabie saoudite | 1 - 0   | Oman | Stade du Prince Faisal bin Fahd Riyad, Arabie saoudite |  |
|               | Majed Abdullah  | (? - ?) |      |                                                        |  |

| 20 avril 1987 | Arabie saoudite        | 2 - 0   | Bahreïn | Stade du Prince Faisal bin Fahd Riyad, Arabie saoudite |                      |
|               | Majed Abdullah 41e 61e | (1 - 0) |         | Spectateurs : 20 000                                   | Spectateurs : 20 000 |

| 22 avril 1987 | Oman | 2 - 1   | Bahreïn | Stade du Prince Faisal bin Fahd Riyad, Arabie saoudite |
|               |      | (? - ?) |         |                                                        |

| 24 avril 1987 | Oman | 0 - 3   | Arabie saoudite | Stade du Prince Faisal bin Fahd Riyad, Arabie saoudite |
|               |      | (? - ?) |                 |                                                        |

| 26 avril 1987 | Bahreïn | 1 - 2   | Arabie saoudite | Stade du Prince Faisal bin Fahd Riyad, Arabie saoudite |
|               |         | (? - ?) |                 |                                                        |

##### Groupe 2
| Rang | Équipe              | Pts | J | G | N | P | Bp | Bc | Diff |  | Résultats (▼ dom., ► ext.) |     |     |     |
| ---- | ------------------- | --- | - | - | - | - | -- | -- | ---- |  | -------------------------- | --- | --- | --- |
| 1    | Irak                | 7   | 4 | 3 | 1 | 0 | 8  | 2  | +6   |  | Irak                       |     | 1-1 | 2-0 |
| 2    | Émirats arabes unis | 4   | 4 | 1 | 2 | 1 | 5  | 5  | 0    |  | Émirats arabes unis        | 0-3 |     | 3-0 |
| 3    | Jordanie            | 1   | 4 | 0 | 1 | 3 | 2  | 8  | -6   |  | Jordanie                   | 1-2 | 1-1 |     |

##### Détail des rencontres
| 27 mars 1987 | Irak            | 1 - 1   | Émirats arabes unis | Al-Sadaqua Walsalam Stadium (en) Koweït, Koweït |  |
| | Ahmed Radhi 20e | (1 - 0) | ?                   |                                                 |  |
| | Rapport         |         |                     |                                                 |  |
| Fatah Nsaief - Adnan Dirjal, Khalil Allawi, Ghanim Oraibi, Basil Gorgis, Natik Hashim - Ismail Mohammed ( 83e Habib Jafar (en)), Haris Mohammed, Saad Qais (en) - Ahmed Radhi, Hussein Saeed ( 69e Karim Hadi) | Équipes         |         |                     |                                                 |  |

| 3 avril 1987 | Jordanie           | 1 - 1   | Émirats arabes unis | Stade international d'Amman Amman, Jordanie |  |
|              | Abdul Shadafan 83e | (0 - 0) | Ali Thani 48e       |                                             |  |

| 10 avril 1987 | Émirats arabes unis             | 3 - 0   | Jordanie | Stade Cheikh Zayed Abou Dabi, Abou Dabi |  |
|               | Fahad Khamees · Abdullah Sultan | (? - ?) |          |                                         |  |

| 17 avril 1987      | Jordanie                | 1 - 2   | Irak | Stade international d'Amman Amman, Jordanie |  |
| 15:15 heure locale | Jamal Abu-Abed (en) 40e | (1 - 1) | Hussein Saeed 3e 86e |                                             |  |
| 15:15 heure locale | Rapport                 |         | |                                             |  |
| 15:15 heure locale |                         | Équipes | Fatah Nsaief - Adnan Dirjal, Hamed Rasheed, Ghanim Oraibi, Basil Gorgis, Natik Hashim ( 82e Laith Hussein), Ismail Mohammed, Ali Sadeq Benwan (en) ( 46e Habib Jafar (en)), Saad Qais (en) - Ahmed Radhi, Hussein Saeed |                                             |  |

| 24 avril 1987      | Irak                                   | 2 - 0   | Jordanie | Al-Sadaqua Walsalam Stadium (en) Koweït, Koweït |  |
| 18:00 heure locale | Hussein Saeed 25e · Saad Qais (en) 38e | (2 - 0) | |                                                 |  |
| 18:00 heure locale | Rapport                                |         | |                                                 |  |
| 18:00 heure locale |                                        | Équipes | Fatah Nsaief - Adnan Dirjal, Hamed Rasheed, Ghanim Oraibi, Basil Gorgis ( 83e Salam Hashim (en)), Natik Hashim ( 72e Laith Hussein), Ismail Mohammed, Habib Jafar (en), Saad Qais (en) - Ahmed Radhi, Hussein Saeed |                                                 |  |

| 1er mai 1987       | Émirats arabes unis | 0 - 3   | Irak | Stade Al-Maktoum Dubaï, Dubaï |                      |
| 22:30 heure locale |                     | (0 - 1) | Natik Hashim 40e · Ahmed Radhi 76e · Saad Qais (en) 89e | Spectateurs : 20 000          | Spectateurs : 20 000 |
| 22:30 heure locale | Rapport             |         | | Spectateurs : 20 000          | Spectateurs : 20 000 |
| 22:30 heure locale |                     | Équipes | Fatah Nsaief - Adnan Dirjal, Hamed Rasheed, Ghanim Oraibi, Basil Gorgis, Natik Hashim , Ismail Mohammed, Habib Jafar (en) , Saad Qais (en) - Ahmed Radhi, Hussein Saeed ( 81e Ahmed Daham) | Spectateurs : 20 000          | Spectateurs : 20 000 |

##### Groupe 3
Les rencontres ont été disputées à Doha au Qatar les 17 et 24 avril 1987. Le Sud-Yémen déclare forfait.
| Rang | Équipe       | Pts     | J       | G       | N       | P       | Bp      | Bc      | Diff    |  | Résultats (▼ dom., ► ext.) |     |     |
| ---- | ------------ | ------- | ------- | ------- | ------- | ------- | ------- | ------- | ------- |  | -------------------------- | --- | --- |
| 1    | Qatar        | 2       | 2       | 1       | 0       | 1       | 2       | 1       | +1      |  | Qatar                      |     | 2-0 |
| 2    | Syrie        | 2       | 2       | 1       | 0       | 1       | 1       | 2       | -1      |  | Syrie                      | 1-0 |     |
| -    | Yémen du Sud | Forfait | Forfait | Forfait | Forfait | Forfait | Forfait | Forfait | Forfait |  |                            |     |     |

##### Détail des rencontres
| 17 avril 1987 | Qatar                                  | 2 - 0   | Syrie | Khalifa International Stadium Doha, Qatar |  |
|               | Mansour Muftah (en) · Adel Khamis (en) | (? - ?) |       |                                           |  |

| 24 avril 1987 | Syrie | 1 - 0   | Qatar | Khalifa International Stadium Doha, Qatar |
|               |       | (? - ?) |       |                                           |

##### Groupe 4
Les rencontres ont été disputées à Doha au Qatar les 27 février et 6 mars 1987. Le Nord-Yémen déclare forfait.
| Rang | Équipe        | Pts     | J       | G       | N       | P       | Bp      | Bc      | Diff    |  | Résultats (▼ dom., ► ext.) |     |     |
| ---- | ------------- | ------- | ------- | ------- | ------- | ------- | ------- | ------- | ------- |  | -------------------------- | --- | --- |
| 1    | Koweït E      | 2       | 2       | 1       | 0       | 1       | 2       | 2       | 0       |  | Koweït E                   |     | 1-0 |
| 2    | Iran          | 2       | 2       | 1       | 0       | 1       | 2       | 2       | 0       |  | Iran                       | 2-1 |     |
| -    | Yémen du Nord | Forfait | Forfait | Forfait | Forfait | Forfait | Forfait | Forfait | Forfait |  |                            |     |     |

##### Détail des rencontres
| 27 février 1987    | Iran | 2 - 1   | Koweït | Suheim bin Hamad Stadium Doha, Qatar                    |                                                         |
| 20:15 heure locale | Taheri (en) 64e · Bavi (en) 89e | (0 - 0) | Al-Shabib 76e | Spectateurs : 20 000 Arbitrage : Syed Shahid Hakim (en) | Spectateurs : 20 000 Arbitrage : Syed Shahid Hakim (en) |
| 20:15 heure locale | Rapport 1 Rapport 2 |         | | Spectateurs : 20 000 Arbitrage : Syed Shahid Hakim (en) | Spectateurs : 20 000 Arbitrage : Syed Shahid Hakim (en) |
| 20:15 heure locale | Abedzadeh - Zarincheh, Rahimpour (en), Alavi, Jaleh-Mostaghim ( 75e Assadi (fa)) - Taheri (en), Namjoo-Motlagh (en) ( 89e Fonounizadeh (en)), Ahmadian (hu), Ghayeghran (en) - Bavi (en), Marfavi (en) | Équipes | K. Al-Shemmari (en) - Husain, H. Al-Shemmari, W. Mubarak, Al-Sharida - Al-Ghanim ( 46e Al-Hajeri), Sulaiman (en), Youssef Al-Suwayed - Al-Dakhil ( 66e Al-Shabib), Rahyam Aliyan, Al-Misnad | Spectateurs : 20 000 Arbitrage : Syed Shahid Hakim (en) | Spectateurs : 20 000 Arbitrage : Syed Shahid Hakim (en) |

| 6 mars 1987        | Koweït | 1 - 0   | Iran | Suheim bin Hamad Stadium Doha, Qatar           |                                                |
| 11:30 heure locale | Al-Dakhil 89e (pen.) | (0 - 0) | | Spectateurs : 25 000 Arbitrage : Shizuo Takada | Spectateurs : 25 000 Arbitrage : Shizuo Takada |
| 11:30 heure locale | Rapport 1 Rapport 2 |         | | Spectateurs : 25 000 Arbitrage : Shizuo Takada | Spectateurs : 25 000 Arbitrage : Shizuo Takada |
| 11:30 heure locale | K. Al-Shemmari (en) - Husain, H. Al-Shemmari, Al-Hashash, W. Mubarak, Al-Sharida - Al-Ghanim, Al-Shabib ( 57e Al-Dakhil) - Rahyam Aliyan, Al-Hasawi, Al-Misnad ( 80e Al-Hajeri) | Équipes | Abedzadeh - Zarincheh, Janfada (en), Rahimpour (en) - Taheri (en), Namjoo-Motlagh (en), Fonounizadeh (en), Ahmadian (hu), Ghayeghran (en) - Bavi (en), Marfavi (en) ( 67e Assadi (fa)) | Spectateurs : 25 000 Arbitrage : Shizuo Takada | Spectateurs : 25 000 Arbitrage : Shizuo Takada |

#### Deuxième tour
| Rang | Équipe          | Pts | J | G | N | P | Bp | Bc | Diff |  | Résultats (▼ dom., ► ext.) |     |     |     |     |
| ---- | --------------- | --- | - | - | - | - | -- | -- | ---- |  | -------------------------- | --- | --- | --- | --- |
| 1    | Irak            | 8   | 6 | 3 | 2 | 1 | 10 | 5  | +5   |  | Irak                       |     | 1-0 | 4-1 | 1-1 |
| 2    | Koweït          | 7   | 6 | 2 | 3 | 1 | 3  | 2  | +1   |  | Koweït                     | 2-1 |     | 0-0 | 1-0 |
| 3    | Qatar           | 5   | 6 | 1 | 3 | 2 | 4  | 8  | -4   |  | Qatar                      | 1-3 | 0-0 |     | 1-0 |
| 4    | Arabie saoudite | 4   | 6 | 0 | 4 | 2 | 2  | 4  | -2   |  | Arabie saoudite            | 0-0 | 0-0 | 1-1 |     |

##### Détail des rencontres
| 1ère journée                       | Arabie saoudite | 0 - 0   | Irak | Stade du Prince Faisal bin Fahd Riyad, Arabie saoudite |  |
| 4 décembre 1987 15:15 heure locale |                 | (0 - 0) | |                                                        |  |
| 4 décembre 1987 15:15 heure locale | Rapport         |         | |                                                        |  |
| 4 décembre 1987 15:15 heure locale |                 | Équipes | Raad Hammoudi - Adnan Dirjal, Karim Allawi, Ghanim Oraibi, Samir Shaker, Natik Hashim - Haris Mohammed, Habib Jafar (en) ( 56e Ismail Mohammed), Saad Qais (en) - Ahmed Radhi, Hussein Saeed ( 79e Hamid Rasheed) |                                                        |  |

| 4 décembre 1987 | Qatar | 0 - 0   | Koweït | Khalifa International Stadium Doha, Qatar |
|                 |       | (0 - 0) |        |                                           |

| 2ème journée     | Qatar                         | 1 - 3   | Irak | Khalifa International Stadium Doha, Qatar |  |
| 11 décembre 1987 | Khalid Salman (en) 17e (pen.) | (1 - 1) | Hussein Saeed 41e · Ali Hussein 59e · Natik Hashim 89e |                                           |  |
| 11 décembre 1987 | Rapport                       |         | |                                           |  |
| 11 décembre 1987 |                               | Équipes | Raad Hammoudi - Samir Shaker, Karim Allawi , Ghanim Oraibi, Basil Gorgis, Natik Hashim - Ismail Mohammed , Haris Mohammed, Saad Qais (en) ( 56e Ali Hussein) - Ahmed Radhi, Hussein Saeed |                                           |  |

| 11 décembre 1987 | Koweït        | 1 - 0   | Arabie saoudite | Al-Sadaqua Walsalam Stadium (en) Koweït, Koweït |  |
|                  | Al-Ghanim 49e | (0 - 0) |                 |                                                 |  |

| 3ème journée                        | Koweït                           | 2 - 1   | Irak | Al-Sadaqua Walsalam Stadium (en) Koweït, Koweït |  |
| 18 décembre 1987 15:15 heure locale | Sulaiman (en) 6e · Al-Hajeri 22e | (2 - 0) | Karim Allawi 65e |                                                 |  |
| 18 décembre 1987 15:15 heure locale | Rapport                          |         | |                                                 |  |
| 18 décembre 1987 15:15 heure locale |                                  | Équipes | Raad Hammoudi ( 46e Ahmad Jassim ) - Khalil Allawi, Samir Shaker , Karim Allawi, Ghanim Oraibi , Natik Hashim - Ismail Mohammed, Basil Gorgis, Haris Mohammed, Ali Hussein ( Saad Qais (en)) - Ahmed Radhi |                                                 |  |

| 18 décembre 1987 | Arabie saoudite | 1 - 1   | Qatar         | Stade du Prince Faisal bin Fahd Riyad, Arabie saoudite |  |
|                  | Ahmad Jamel 48e | (0 - 0) | Isa Ahmed 61e |                                                        |  |

| 4ème journée                        | Irak | 1 - 1   | Arabie saoudite    | Sultan Qaboos Sports Complex Mascate, Oman |                          |
| 1er janvier 1988 16:15 heure locale | Samir Shaker 51e (pen.) | (0 - 0) | Majed Abdullah 55e | Arbitrage : Ismail Yacob                   | Arbitrage : Ismail Yacob |
| 1er janvier 1988 16:15 heure locale | Rapport |         |                    | Arbitrage : Ismail Yacob                   | Arbitrage : Ismail Yacob |
| 1er janvier 1988 16:15 heure locale | Ahmad Jassim - Khalil Allawi, Samir Shaker, Karim Allawi, Basil Gorgis , Natik Hashim - Ismail Mohammed ( 68e Ghanim Oraibi), Habib Jafar (en), Saad Qais (en) - Haris Mohammed ( 46e Ali Hussein), Ahmed Radhi | Équipes |                    | Arbitrage : Ismail Yacob                   | Arbitrage : Ismail Yacob |

| 1er janvier 1988 | Koweït | 0 - 0   | Qatar | Al-Sadaqua Walsalam Stadium (en) Koweït, Koweït |                             |
|                  |        | (0 - 0) |       | Arbitrage : Jamal Al-Sharif                     | Arbitrage : Jamal Al-Sharif |

| 5ème journée   | Irak | 4 - 1   | Qatar | Sultan Qaboos Sports Complex Mascate, Oman |                          |
| 8 janvier 1988 | Habib Jafar (en) 9e 76e · Ahmed Radhi 16e · Ali Hussein 17e | (3 - 0) | ?     | Arbitrage : Zhong Bohong                   | Arbitrage : Zhong Bohong |
| 8 janvier 1988 | Rapport |         |       | Arbitrage : Zhong Bohong                   | Arbitrage : Zhong Bohong |
| 8 janvier 1988 | Ahmad Jassim - Khalil Allawi, Samir Shaker, Ghanim Oraibi, Maad Ibrahim ( 58e Basim Qasim ), Natik Hashim - Karim Allawi, Habib Jafar (en), Saad Qais (en) ( Laith Hussein), Ali Hussein - Ahmed Radhi | Équipes |       | Arbitrage : Zhong Bohong                   | Arbitrage : Zhong Bohong |

| 8 janvier 1988 | Arabie saoudite | 0 - 0   | Koweït | Stade du Prince Faisal bin Fahd Riyad, Arabie saoudite |                            |
|                |                 | (0 - 0) |        | Arbitrage : Toshikazu Sano                             | Arbitrage : Toshikazu Sano |

| 6ème journée                       | Irak | 1 - 0   | Koweït | Sultan Qaboos Sports Complex Mascate, Oman |                        |
| 15 janvier 1988 16:15 heure locale | Karim Allawi 22e | (1 - 0) |        | Arbitrage : Ahmad Bash                     | Arbitrage : Ahmad Bash |
| 15 janvier 1988 16:15 heure locale | Rapport |         |        | Arbitrage : Ahmad Bash                     | Arbitrage : Ahmad Bash |
| 15 janvier 1988 16:15 heure locale | Ahmad Jassim - Adnan Dirjal, Khalil Allawi, Ghanim Oraibi, Samir Shaker, Natik Hashim - Karim Allawi, Habib Jafar (en) ( 24e Haris Mohammed), Saad Qais (en) - Ahmed Radhi , Hussein Saeed ( 80e Basil Gorgis) | Équipes |        | Arbitrage : Ahmad Bash                     | Arbitrage : Ahmad Bash |

| 15 janvier 1988 | Qatar | 1 - 0   | Arabie saoudite | Khalifa International Stadium Doha, Qatar |                                  |
|                 |       | (? - ?) |                 | Arbitrage : Ahmed Jassim Mohamed          | Arbitrage : Ahmed Jassim Mohamed |

### Zone Extrême-Orient

#### Premier tour

##### Groupe 1
Les rencontres ont été disputées à Katmandou au Népal les 25 et 28 avril 1987. L'Inde déclare forfait.
| Rang | Équipe   | Pts     | J       | G       | N       | P       | Bp      | Bc      | Diff    |  | Résultats (▼ dom., ► ext.) | Drapeau du Népal |     |
| ---- | -------- | ------- | ------- | ------- | ------- | ------- | ------- | ------- | ------- |  | -------------------------- | ---------------- | --- |
| 1    | Népal    | 3       | 2       | 1       | 1       | 0       | 3       | 2       | +1      |  | Népal                      |                  | 1-0 |
| 2    | Pakistan | 1       | 2       | 0       | 1       | 1       | 2       | 3       | -1      |  | Pakistan                   | 2-2              |     |
| -    | Inde     | Forfait | Forfait | Forfait | Forfait | Forfait | Forfait | Forfait | Forfait |  |                            |                  |     |

##### Détail des rencontres
| 25 avril 1987 | Pakistan | 2 - 2   | Népal | Stade Dasarath Rangasala Katmandou, Népal |
|               |          | (? - ?) |       |                                           |

| 28 avril 1987 | Népal              | 1 - 0   | Pakistan | Stade Dasarath Rangasala Katmandou, Népal |  |
|               | Jamshed Rana (csc) | (? - ?) |          |                                           |  |

##### Groupe 2
Les rencontres ont été disputées à Kuala Lumpur en Malaisie les 14 et 18 mars 1987. La Corée du Nord est disqualifiée.
| Rang | Équipe        | Pts     | J       | G       | N       | P       | Bp      | Bc      | Diff    |  | Résultats (▼ dom., ► ext.) |     |     |
| ---- | ------------- | ------- | ------- | ------- | ------- | ------- | ------- | ------- | ------- |  | -------------------------- | --- | --- |
| 1    | Thaïlande     | 3       | 2       | 1       | 1       | 0       | 3       | 2       | +1      |  | Thaïlande                  |     | 2-2 |
| 2    | Malaisie      | 1       | 2       | 0       | 1       | 1       | 2       | 3       | -1      |  | Malaisie                   | 0-1 |     |
| -    | Corée du Nord | Forfait | Forfait | Forfait | Forfait | Forfait | Forfait | Forfait | Forfait |  |                            |     |     |

##### Détail des rencontres
| 14 mars 1987 | Malaisie | 0 - 1   | Thaïlande | Stadium Merdeka Kuala Lumpur, Malaisie |  |
|              |          | (0 - 1) | Pichai 7e |                                        |  |

| 18 mars 1987 | Thaïlande                      | 2 - 2   | Malaisie                             | Stadium Merdeka Kuala Lumpur, Malaisie |  |
|              | Sayomchai (en) 3e · Pichai 26e | (2 - 1) | Ahmad Yusoff 35e · Lim Teong Kim 55e |                                        |  |

##### Groupe 3
| Rang | Équipe    | Pts     | J       | G       | N       | P       | Bp      | Bc      | Diff    |  | Résultats (▼ dom., ► ext.) |     |     |     |
| ---- | --------- | ------- | ------- | ------- | ------- | ------- | ------- | ------- | ------- |  | -------------------------- | --- | --- | --- |
| 1    | Japon     | 8       | 4       | 4       | 0       | 0       | 7       | 1       | +6      |  | Japon                      |     | 1-0 | 3-0 |
| 2    | Singapour | 2       | 4       | 1       | 0       | 3       | 3       | 4       | -1      |  | Singapour                  | 0-1 |     | 2-0 |
| 3    | Indonésie | 2       | 4       | 1       | 0       | 3       | 3       | 8       | -5      |  | Indonésie                  | 1-2 | 2-1 |     |
| -    | Brunei    | Forfait | Forfait | Forfait | Forfait | Forfait | Forfait | Forfait | Forfait |  |                            |     |     |     |

##### Détail des rencontres
| 4 avril 1987 | Singapour                             | 2 - 0 | Indonésie | Singapore National Stadium Singapour                    |                                                         |
| | Fandi 59e · V. Sundramoorthy (en) 87e | (0 - 0) |           | Spectateurs : 30 000 Arbitrage : Othman Omar Kamaluddin | Spectateurs : 30 000 Arbitrage : Othman Omar Kamaluddin |
| | Rapport                               | |           | Spectateurs : 30 000 Arbitrage : Othman Omar Kamaluddin | Spectateurs : 30 000 Arbitrage : Othman Omar Kamaluddin |
| Lee - I. Saad, Pathmanathan, Shafik, A.R.J. Mani, Borhan (en) - Awab, R. Saad , Fandi - K. Kannan ( Haron), V. Sundramoorthy (en) | Équipes                               | Putu Yasa - Bitbit, Nyakmad, Kiswanto (en), Idris (en) - Mahodim, Darwis (en), Yacobi (en), Waidi (id) ( Meriem), Yunus (en) - Nurdiansyah (en) |           | Spectateurs : 30 000 Arbitrage : Othman Omar Kamaluddin | Spectateurs : 30 000 Arbitrage : Othman Omar Kamaluddin |

| 8 avril 1987                                                                                                 | Japon                              | 3 - 0 | Indonésie | Stade olympique national Tokyo, Japon      |                                            |
| | Hara 42e · Tezuka 62e · Takeda 89e | (1 - 0) |           | Spectateurs : 13 000 Arbitrage : Lee Do-Ha | Spectateurs : 13 000 Arbitrage : Lee Do-Ha |
| | Rapport                            | |           | Spectateurs : 13 000 Arbitrage : Lee Do-Ha | Spectateurs : 13 000 Arbitrage : Lee Do-Ha |
| Morishita - Horiike, Kaneko, Kato, Tsunami - Miyauchi, Echigo, Okudera ( 66e Matsuki) - Tezuka, Hara, Takeda | Équipes                            | Meka (id) ( Putu Yasa ) - Sawor, Hendratno, Darwis (en) 40e, Kiswanto (en) - Mahodim, Tambunan, Sinatra Huwae (id), Yacobi (en) ( Nyakmad) - Waidi (id), Meriem |           | Spectateurs : 13 000 Arbitrage : Lee Do-Ha | Spectateurs : 13 000 Arbitrage : Lee Do-Ha |

| 12 avril 1987                                                                                                  | Japon         | 1 - 0 | Singapour | Stade olympique national Tokyo, Japon         |                                               |
| | Matsuyama 65e | (0 - 0) |           | Spectateurs : 10 000 Arbitrage : Zhong Bohong | Spectateurs : 10 000 Arbitrage : Zhong Bohong |
| | Rapport       | |           | Spectateurs : 10 000 Arbitrage : Zhong Bohong | Spectateurs : 10 000 Arbitrage : Zhong Bohong |
| Morishita - Horiike, Kaneko , Kato, Tsunami - Miyauchi, Echigo, Matsuyama - Tezuka ( 46e Asaoka), Hara, Takeda | Équipes       | Lee - I. Saad, Shafik, Pathmanathan, A.R.J. Mani 20e, Borhan (en) 14e ( 82e Shukor) - Fandi, R. Saad, Awab - V. Sundramoorthy (en), Rashid ( K. Kannan) |           | Spectateurs : 10 000 Arbitrage : Zhong Bohong | Spectateurs : 10 000 Arbitrage : Zhong Bohong |

| 26 avril 1987 | Indonésie                        | 2 - 1 | Singapour | Stadion Utama Senayan Jakarta, Indonésie |                                   |
| | Waidi (id) 22e · Yacobi (en) 89e | (1 - 0) | Fandi 54e | Arbitrage : Thompson Chan Tam-Sun        | Arbitrage : Thompson Chan Tam-Sun |
| Meka (id) - Yunus (en), Hendratno, Nyakmad, Salassa - Rangkuti (id) ( Sutrisno), Kiswanto (en), Darmadi ( Bitbit), Waidi (id) - Yacobi (en), Taufiq | Équipes                          | Lee - I. Saad ( D. Tokijan), Pathmanathan, Shafik, Borhan (en), A.R.J. Mani - Awab ( Haron), R. Saad, Fandi 90e - K. Kannan, V. Sundramoorthy (en) |           | Arbitrage : Thompson Chan Tam-Sun        | Arbitrage : Thompson Chan Tam-Sun |

| 14 juin 1987 | Singapour | 0 - 1 | Japon        | Singapore National Stadium Singapour             |                                                  |
| |           | (0 - 1) | Mizunuma 41e | Spectateurs : 7 318 Arbitrage : Sukho Vuddhijoti | Spectateurs : 7 318 Arbitrage : Sukho Vuddhijoti |
| | Rapport   | |              | Spectateurs : 7 318 Arbitrage : Sukho Vuddhijoti | Spectateurs : 7 318 Arbitrage : Sukho Vuddhijoti |
| Lee - I. Saad, R. Saad, Borhan (en), Shukor, A.R.J. Mani ( Dali) - Moin (en), Awab, S. Anthonysamy - K. Kannan, V. Sundramoorthy (en) | Équipes   | Morishita - Horiike, Kaneko , Kato, Tsunami - Nishimura , Miyauchi ( 72e Kurata), Matsuyama - Tezuka ( 56e Matsuura), Hara, Mizunuma |              | Spectateurs : 7 318 Arbitrage : Sukho Vuddhijoti | Spectateurs : 7 318 Arbitrage : Sukho Vuddhijoti |

| 26 juin 1987 | Indonésie       | 1 - 2 | Japon                    | Stadion Utama Senayan Jakarta, Indonésie        |                                                 |
|              | Yacobi (en) 49e | (0 - 0) | Hara 75e · Matsuyama 86e | Spectateurs : 30 000 Arbitrage : Reynaldo Reyes | Spectateurs : 30 000 Arbitrage : Reynaldo Reyes |
|              | Équipes         | Morishita - Horiike, Shinto, Kato, Tsunami - Nishimura, Kurata, Miyauchi ( 58e Matsuura), Matsuyama - Hara, Takeda |                          | Spectateurs : 30 000 Arbitrage : Reynaldo Reyes | Spectateurs : 30 000 Arbitrage : Reynaldo Reyes |

##### Groupe 4
| Rang | Équipe      | Pts | J | G | N | P | Bp | Bc | Diff |  | Résultats (▼ dom., ► ext.) |     |     |      |
| ---- | ----------- | --- | - | - | - | - | -- | -- | ---- |  | -------------------------- | --- | --- | ---- |
| 1    | Chine       | 7   | 4 | 3 | 1 | 0 | 20 | 0  | +20  |  | Chine                      |     | 1-0 | 10-0 |
| 2    | Hong Kong   | 5   | 4 | 2 | 1 | 1 | 12 | 1  | +11  |  | Hong Kong                  | 0-0 |     | 7-0  |
| 3    | Philippines | 0   | 4 | 0 | 0 | 4 | 0  | 31 | -31  |  | Philippines                | 0-9 | 0-5 |      |

##### Détail des rencontres
| 3 avril 1987 | Philippines | 0 - 5   | Hong Kong                                                                                          | Government Stadium Hong Kong |  |
|              |             | (0 - 2) | Bredbury 10e · Lai Law Kau 40e · Chan Fat Chi (en) 49e · Ku Kam Fai (en) 75e · Lai Wing Cheung 89e |                              |  |
| Barón 12e    | Équipes     |         | |                              |  |

| 6 avril 1987 | Hong Kong | remis | Philippines |  |  |
|              |           |       |             |  |  |

| 10 avril 1987 | Philippines | 0 - 9 | Chine                                                                                       | Stade Tianhe Canton, Chine   |                              |
|               |             | (0 - 4) | Ma Lin 1re 21e 59e · Li Hui (en) 8e 66e 77e (pen.) · Liu Haiguang 42e · Jia Xiuquan 82e 85e | Arbitrage : Iqbal Ahmed Syed | Arbitrage : Iqbal Ahmed Syed |
|               | Rapport     | |                                                                                             | Arbitrage : Iqbal Ahmed Syed | Arbitrage : Iqbal Ahmed Syed |
|               | Équipes     | Yang Ning (en) - Zhu Bo, Gao Sheng, Jia Xiuquan, Chi Minghua (en) - Mai Chao, Qin Guorong (en), Li Hui (en), Duan Ju (en) ( Zhu Ping) - Ma Lin, Liu Haiguang ( Wang Baoshan) |                                                                                             | Arbitrage : Iqbal Ahmed Syed | Arbitrage : Iqbal Ahmed Syed |

| 13 avril 1987 | Chine | 10 - 0  | Philippines | Guangdong Provincial People's Stadium (en) Canton, Chine |                     |
| | Ma Lin 21e 31e 38e · Castañeda 22e (csc) · Jia Xiuquan 24e 48e 80e · Mai Chao 43e (pen.) 74e · Liu Haiguang 86e | (6 - 0) |             | Spectateurs : 1 000                                      | Spectateurs : 1 000 |
| Zhang Huikang (en) - Zhu Bo, Gao Sheng ( 68e Guo Yijun (en)), Jia Xiuquan, Chi Minghua (en) - Mai Chao, Qin Guorong (en), Li Hui (en), Duan Ju (en) ( 68e Zhu Ping) - Ma Lin, Liu Haiguang | Équipes |         |             | Spectateurs : 1 000                                      | Spectateurs : 1 000 |

| 19 avril 1987 | Hong Kong | 0 - 0 | Chine | Government Stadium Hong Kong      |                                   |
|               |           | (0 - 0) |       | Arbitrage : Soetoyo Hartosardjono | Arbitrage : Soetoyo Hartosardjono |
|               | Rapport   | |       | Arbitrage : Soetoyo Hartosardjono | Arbitrage : Soetoyo Hartosardjono |
|               | Équipes   | Zhang Huikang (en) - Zhu Bo, Jia Xiuquan, Guo Yijun (en), Mai Chao - Gao Sheng, Tang Yaodong ( 64e Li Hui (en)), Zhu Ping, Duan Ju (en) - Ma Lin, Liu Haiguang ( 74e Qin Guorong (en)) |       | Arbitrage : Soetoyo Hartosardjono | Arbitrage : Soetoyo Hartosardjono |

| 14 mai 1987 | Hong Kong                                                              | 7 - 0   | Philippines | Government Stadium Hong Kong |  |
|             | Chan Fat Chi (en) · Lai Wing Cheung · Wan Chi Keung (en) · Lai Law Kau | (? - ?) |             |                              |  |

| 20 mai 1987 | Chine            | 1 - 0 | Hong Kong | Stade Tianhe Canton, Chine |                            |
| | Tang Yaodong 47e | (0 - 0) |           | Arbitrage : Toshikazu Sano | Arbitrage : Toshikazu Sano |
| | Rapport          | |           | Arbitrage : Toshikazu Sano | Arbitrage : Toshikazu Sano |
| Zhang Huikang (en) - Zhu Bo, Jia Xiuquan, Guo Yijun (en), Mai Chao - Gao Sheng, Tang Yaodong ( 51e Zhu Ping), Li Hui (en), Duan Ju (en) - Ma Lin, Liu Haiguang ( 84e Li Huayun (en)) | Équipes          | Lau Tung Ping - Cheung Chi Tak (en), Ku Kam Fai (en), Yu Kwok Sum (en), Lai Law Kau, Leung Sui Wing (en) - See Wai Shan, Lai Wing Cheung, Tang Kam Tim - Chan Fat Chi (en), Bredbury |           | Arbitrage : Toshikazu Sano | Arbitrage : Toshikazu Sano |

#### Deuxième tour
| Rang | Équipe    | Pts | J | G | N | P | Bp | Bc | Diff |  | Résultats (▼ dom., ► ext.) |     |     |     | Drapeau du Népal |
| ---- | --------- | --- | - | - | - | - | -- | -- | ---- |  | -------------------------- | --- | --- | --- | ---------------- |
| 1    | Chine     | 10  | 6 | 5 | 0 | 1 | 25 | 1  | +24  |  | Chine                      |     | 0-1 | 2-0 | 12-0             |
| 2    | Japon     | 9   | 6 | 4 | 1 | 1 | 16 | 2  | +14  |  | Japon                      | 0-2 |     | 1-0 | 9-0              |
| 3    | Thaïlande | 5   | 6 | 2 | 1 | 3 | 5  | 5  | 0    |  | Thaïlande                  | 0-1 | 0-0 |     | 3-0              |
| 4    | Népal     | 0   | 6 | 0 | 0 | 6 | 1  | 39 | -38  |  | Népal                      | 0-8 | 0-5 | 1-2 |                  |

##### Détail des rencontres
| 2 septembre 1987 | Thaïlande | 0 - 0                                                                                                  | Japon | Stade Suphachalasai Bangkok, Thaïlande                  |                                                         |
|                  |           | (0 - 0)                                                                                                |       | Spectateurs : 25 000 Arbitrage : Othman Omar Kamaluddin | Spectateurs : 25 000 Arbitrage : Othman Omar Kamaluddin |
|                  | Équipes   | Morishita - Horiike, Katsuya, Nakamoto, Kato - Tsunami, Nishimura , Okudera, Mizunuma - Hara, Matsuura |       | Spectateurs : 25 000 Arbitrage : Othman Omar Kamaluddin | Spectateurs : 25 000 Arbitrage : Othman Omar Kamaluddin |

| 15 septembre 1987 | Népal   | 0 - 5 | Japon                                                              | Stade olympique national Tokyo, Japon        |                                              |
|                   |         | (0 - 3) | Okudera 16e · Tezuka 18e · Kato 20e · Matsuura 74e · Matsuyama 82e | Spectateurs : 11 000 Arbitrage : Chi Sing Au | Spectateurs : 11 000 Arbitrage : Chi Sing Au |
| Pradhan           | Équipes | Morishita - Horiike, Katsuya, Kato, Nakamoto - Kurata , Tsunami , Okudera ( Matsuyama), Mizunuma - Matsuura ( Hara), Tezuka |                                                                    | Spectateurs : 11 000 Arbitrage : Chi Sing Au | Spectateurs : 11 000 Arbitrage : Chi Sing Au |

| 18 septembre 1987 | Japon                                                                      | 9 - 0   | Népal | Stade olympique national Tokyo, Japon                 |                                                       |
| | Matsuura 2e 21e 70e · Kaneko 9e · Hara 26e 28e 32e · Kato 43e · Echigo 83e | (7 - 0) |       | Spectateurs : 6 000 Arbitrage : Thompson Chan Tam-Sun | Spectateurs : 6 000 Arbitrage : Thompson Chan Tam-Sun |
| Matsui - Horiike, Katsuya, Kato, Kaneko - Nishimura, Miyauchi, Matsuyama ( Echigo), Mizunuma ( Takeda) - Matsuura, Hara | Équipes                                                                    |         |       | Spectateurs : 6 000 Arbitrage : Thompson Chan Tam-Sun | Spectateurs : 6 000 Arbitrage : Thompson Chan Tam-Sun |

| 23 septembre 1987 | Népal   | 0 - 8 | Chine                                                                                       | Wulihe Stadium (en) Shenyang, Chine |                           |
|                   |         | (0 - 3) | Wang Baoshan 14e 41e 78e · Li Hui (en) 44e 47e 88e (pen.) · Zhu Ping 56e · Duan Ju (en) 76e | Arbitrage : Hadi Dezfully           | Arbitrage : Hadi Dezfully |
|                   | Rapport | |                                                                                             | Arbitrage : Hadi Dezfully           | Arbitrage : Hadi Dezfully |
|                   | Équipes | Zhang Huikang (en) - Zhu Bo, Jia Xiuquan, Guo Yijun (en) - Mai Chao, Gao Sheng, Tang Yaodong ( 64e Xie Yuxin), Qin Guorong (en) ( 46e Zhu Ping), Duan Ju (en) - Wang Baoshan, Li Hui (en) |                                                                                             | Arbitrage : Hadi Dezfully           | Arbitrage : Hadi Dezfully |

| 26 septembre 1987                                                                                                   | Japon        | 1 - 0      | Thaïlande | Stade olympique national Tokyo, Japon              |                                                    |
| | Mizunuma 34e | (1 - 0)    |           | Spectateurs : 15 000 Arbitrage : Choi Gil-soo (en) | Spectateurs : 15 000 Arbitrage : Choi Gil-soo (en) |
| Morishita - Horiike, Katsuya, Kato, Nakamoto - Nishimura, Kurata , Tsunami, Mizunuma - Hara ( 88e Matsuura), Tezuka | Équipes      | Sutin (es) |           | Spectateurs : 15 000 Arbitrage : Choi Gil-soo (en) | Spectateurs : 15 000 Arbitrage : Choi Gil-soo (en) |

| 26 septembre 1987 | Chine | 12 - 0  | Népal | Wulihe Stadium (en) Shenyang, Chine |                             |
| | Duan Ju (en) 2e 52e · Ma Lin 18e 82e · Jia Xiuquan 22e 46e · Tang Yaodong 40e · Wang Baoshan 47e 50e 76e · Li Hui (en) 55e · Mai Chao 85e | (4 - 0) |       | Arbitrage : Mohammad Riyahi         | Arbitrage : Mohammad Riyahi |
| | Rapport |         |       | Arbitrage : Mohammad Riyahi         | Arbitrage : Mohammad Riyahi |
| Yang Ning (en) - Zhu Bo, Jia Xiuquan, Chi Minghua (en) - Mai Chao, Zhu Ping, Tang Yaodong ( Li Huayun (en)), Li Hui (en), Duan Ju (en) - Wang Baoshan, Ma Lin | Équipes |         |       | Arbitrage : Mohammad Riyahi         | Arbitrage : Mohammad Riyahi |

| 1er octobre 1987 | Thaïlande                            | 3 - 0   | Népal | Stade Suphachalasai Bangkok, Thaïlande |  |
|                  | Pichitpol 53e 80e · Vithoon (en) 78e | (0 - 0) |       |                                        |  |

| 4 octobre 1987 | Népal   | 1 - 2   | Thaïlande | Stade Suphachalasai Bangkok, Thaïlande |  |
|                | ? 28e   | (? - ?) | Blontop   |                                        |  |
|                | Rapport |         |           |                                        |  |

| 4 octobre 1987 | Chine               | 0 - 1 | Japon    | Stade Tianhe Canton, Chine                         |                                                    |
| |                     | (0 - 1) | Hara 21e | Spectateurs : 60 000 Arbitrage : Maidin Bin-Singah | Spectateurs : 60 000 Arbitrage : Maidin Bin-Singah |
| | Rapport 1 Rapport 2 | |          | Spectateurs : 60 000 Arbitrage : Maidin Bin-Singah | Spectateurs : 60 000 Arbitrage : Maidin Bin-Singah |
| Zhang Huikang (en) - Zhu Bo, Jia Xiuquan, Guo Yijun (en) - Mai Chao, Gao Sheng, Tang Yaodong ( 55e Xie Yuxin), Zhu Ping, Duan Ju (en) - Ma Lin , Li Hui (en) ( 62e Liu Haiguang) | Équipes             | Morishita - Kato, Katsuya, Nakamoto, Horiike - Nishimura, Tsunami 87e, Okudera, Mizunuma - Hara, Tezuka ( 72e Matsuyama) |          | Spectateurs : 60 000 Arbitrage : Maidin Bin-Singah | Spectateurs : 60 000 Arbitrage : Maidin Bin-Singah |

| 11 octobre 1987 | Thaïlande           | 0 - 1 | Chine      | Stade Suphachalasai Bangkok, Thaïlande |                                   |
|                 |                     | (0 - 1) | Ma Lin 19e | Arbitrage : Farouk Towfiq Mustafa      | Arbitrage : Farouk Towfiq Mustafa |
|                 | Rapport 1 Rapport 2 | |            | Arbitrage : Farouk Towfiq Mustafa      | Arbitrage : Farouk Towfiq Mustafa |
|                 | Équipes             | Zhang Huikang (en) - Zhu Bo, Jia Xiuquan, Guo Yijun (en), Chi Minghua (en), Gao Sheng, Tang Yaodong, Li Hui (en), Zhu Ping ( 30e Xie Yuxin) - Ma Lin, Liu Haiguang ( Wang Baoshan) |            | Arbitrage : Farouk Towfiq Mustafa      | Arbitrage : Farouk Towfiq Mustafa |

| 18 octobre 1987 | Chine                              | 2 - 0   | Thaïlande | Yuexiushan Stadium Canton, Chine |  |
| | Liu Haiguang 1re · Tang Yaodong 5e | (2 - 0) |           |                                  |  |
| | Rapport                            |         |           |                                  |  |
| Zhang Huikang (en) - Zhu Bo, Jia Xiuquan, Guo Yijun (en) - Mai Chao, Gao Sheng, Tang Yaodong, Li Hui (en) ( Xie Yuxin), Duan Ju (en) - Ma Lin, Liu Haiguang ( Wang Baoshan) | Équipes                            |         |           |                                  |  |

| 26 octobre 1987 | Japon               | 0 - 2 | Chine                               | Stade olympique national Tokyo, Japon            |                                                  |
| |                     | (0 - 1) | Liu Haiguang 37e · Tang Yaodong 82e | Spectateurs : 50 000 Arbitrage : Jamal Al-Sharif | Spectateurs : 50 000 Arbitrage : Jamal Al-Sharif |
| | Rapport 1 Rapport 2 | |                                     | Spectateurs : 50 000 Arbitrage : Jamal Al-Sharif | Spectateurs : 50 000 Arbitrage : Jamal Al-Sharif |
| Morishita - Horiike, Katsuya, Kato, Nakamoto - Nishimura ( 70e Matsuyama), Tsunami, Okudera, Mizunuma - Hara, Tezuka | Équipes             | Zhang Huikang (en) - Zhu Bo, Jia Xiuquan, Guo Yijun (en) - Mai Chao, Gao Sheng, Tang Yaodong, Li Hui (en) ( 66e Wu Qunli), Duan Ju (en) - Ma Lin ( 86e Wu Yuhua (en)), Liu Haiguang |                                     | Spectateurs : 50 000 Arbitrage : Jamal Al-Sharif | Spectateurs : 50 000 Arbitrage : Jamal Al-Sharif |